# Frensdorf (Bawaria)
Frensdorf – miejscowość i gmina w Niemczech, w kraju związkowym Bawaria, w rejencji Górna Frankonia, w regionie Oberfranken-West, w powiecie Bamberg. Leży około 8 km na południe od Bamberga, nad rzeką Rauhe Ebrach, przy linii kolejowej Schlüsselfeld/Ebrach – Strullendorf - Bamberg.

## Dzielnice
W skład gminy wchodzą następujące dzielnice:
- Frensdorf
- Reundorf
- Herrnsdorf
- Schlüsselau
- Vorra
- Abtsdorf
- Birkach
- Wingersdorf
- Untergreuth
- Ellersdorf
- Obergreuth
- Lonnershof
- Hundshof
- Rattelshof

## Demografia
| Rok  | Liczba mieszk. |
| ---- | -------------- |
| 1970 | 3.042          |
| 1987 | 3.541          |
| 2000 | 4.697          |
| 2006 | 4.687          |

## Oświata
(na 1999)

W gminie znajduje się 150 miejsc przedszkolnych (z 179 dziećmi) oraz szkoła podstawowa (31 nauczycieli, 608 uczniów).